# Terebra walkeri
Terebra walkeri é uma espécie de gastrópode do gênero Terebra, pertencente a família Terebridae.